# Rivulus rubromarginatus
Rivulus rubromarginatus är en fiskart som beskrevs av Costa 2007. Rivulus rubromarginatus ingår i släktet Rivulus och familjen Rivulidae. Inga underarter finns listade i Catalogue of Life.